# Condado de Butler (Kentucky)
El condado de Butler (en inglés: Butler County) es un condado en el estado estadounidense de Kentucky. En el censo de 2000 el condado tenía una población de 13.010 habitantes. La sede de condado es Morgantown. El condado fue formado el 18 de enero de 1810 a partir de porciones de los condados de Logan y Ohio. Fue el 53° condado de Kentucky en ser fundado. Fue nombrado en honor a Richard Butler, un general durante la Guerra de Independencia de los Estados Unidos.

## Geografía
Según la Oficina del Censo, el condado tiene un área total de 1.119 km² (432 sq mi), de la cual 1.109 km² (428 sq mi) es tierra y 10 km² (4 sq mi) (0,80%) es agua.

### Condados adyacentes
- Condado de Grayson (noreste)
- Condado de Edmonson (este)
- Condado de Warren (sureste)
- Condado de Logan (sur)
- Condado de Muhlenberg (oeste)
- Condado de Ohio (noroeste)

## Demografía
En el  censo de 2000, hubo 13.010 personas, 5.059 hogares y 3.708 familias residiendo en el condado. La densidad poblacional era de 30 personas por milla cuadrada (12/km²). En el 2000 había 5.815 unidades unifamiliares en una densidad de 14 por milla cuadrada (5,4/km²). La demografía del condado era de 97,88% blancos, 0,52% afroamericanos, 0,22% amerindios, 0,17% asiáticos, 0,60% de otras razas y 0,61% de dos o más razas. 1,04% de la población era de origen hispano o latino de cualquier raza. 
La renta promedio para un hogar del condado era de $29.405 y el ingreso promedio para una familia era de $35.317. En 2000 los hombres tenían un ingreso medio de $26.449 versus $19.894 para las mujeres. La renta per cápita para el condado era de $14.617 y el 16,00% de la población estaba bajo el umbral de pobreza nacional.

## Ciudades y pueblos
- Morgantown
- Rochester
- Woodbury